# Minneiska (Minnesota)
Minneiska es una ciudad ubicada en el condado de Winona en el estado estadounidense de Minnesota. En el Censo de 2010 tenía una población de 111 habitantes y una densidad poblacional de 41,57 personas por km².

## Geografía
Minneiska se encuentra ubicada en las coordenadas 44°11′46″N 91°52′24″O / 44.19611, -91.87333. Según la Oficina del Censo de los Estados Unidos, Minneiska tiene una superficie total de 2.67 km², de la cual 1.35 km² corresponden a tierra firme y (49.56%) 1.32 km² es agua.

## Demografía
Según el censo de 2010, había 111 personas residiendo en Minneiska. La densidad de población era de 41,57 hab./km². De los 111 habitantes, Minneiska estaba compuesto por el 98.2% blancos, el 0% eran afroamericanos, el 0% eran amerindios, el 0.9% eran asiáticos, el 0% eran isleños del Pacífico, el 0% eran de otras razas y el 0.9% pertenecían a dos o más razas. Del total de la población el 0.9% eran hispanos o latinos de cualquier raza.